# Казахский национальный театр оперы и балета имени Абая

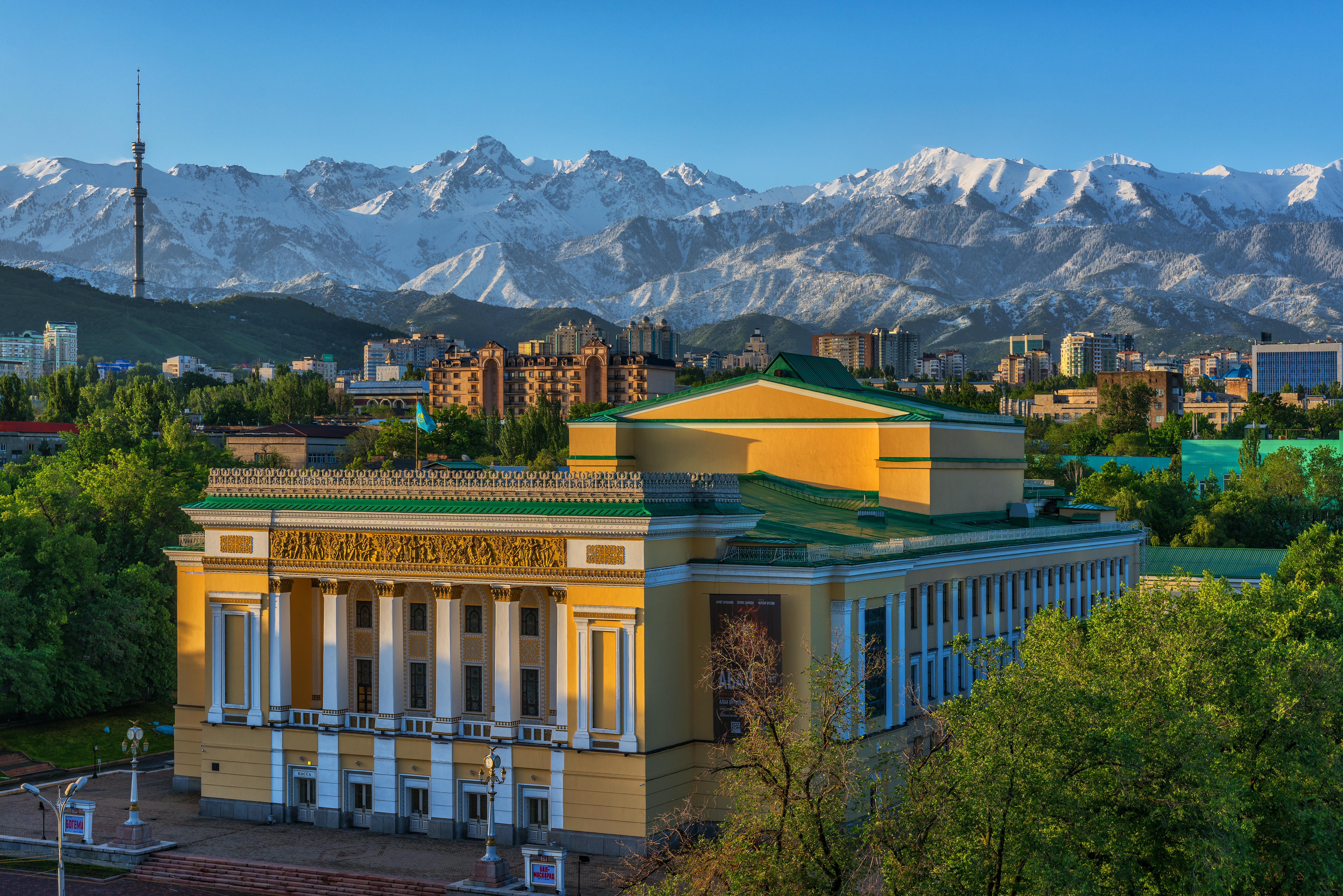
Здание театра (В. Золотухин 2018 год)

Казахский национальный театр оперы и балета им. Абая (в 1934—2020 гг. — Казахский государственный ордена Ленина академический театр оперы и балета имени Абая Министерства культуры Казахской ССР) — театр оперы и балета в городе Алматы, один из ведущих оперных театров Казахстана.

## История создания

### 1930-е годы
Предтечей театра стала создана музыкальная студия, которая состояла из пятидесяти актёров, двадцати музыкантов симфонического и двенадцати человек национальных оркестров. Студия была организована в Алма-Ате в 1933 году. В 1934 году её преобразовали в музыкальный театр. У истоков нового театра стояли работники Казахского театра драмы (ныне Казахский государственный академический театр драмы имени М. О. Ауэзова).
13 января 1934 года под эгидой музыкальной студии состоялось первое публичное исполнение музыкальной комедии «Айман Шолпан» на либретто Мухтара Ауэзова. В состав произведения вошли народные песни и кюи, обработанные Иваном Коцыком. Это событие считается днём рождения Казахского музыкального театра.
Евгений Брусиловский стал первым композитором театра, положившим начало национальному оперному искусству Казахстана. Брусиловским были сочинены оперы «Кыз-Жибек» (1934), «Жалбыр» (1935), «Ер Таргын» (1936).
В 1935 году на базе Куйбышевского оперного театра была создана русская оперная труппа. Профессиональный коллектив за короткий срок (1936—1937 годы) осуществил постановки девяти спектаклей русской и мировой оперной классики: «Кармен», «Евгений Онегин», «Пиковая дама», «Демон», «Фауст», «Аида» и др.
С 1937 года театр именуется Казахским театром оперы и балета. Благодаря обмену опытом с артистами Куйбышевского (ныне Самарского) театра оперы и балета была организована балетная труппа, осуществившая первые постановки: «Коппелия» Лео Делиба (1937, балетмейстер Ю. П. Ковалев), «Лебединое озеро» П. И. Чайковского (1938, балетмейстер Л. А. Жуков). В 1938 году также был поставлен первый казахский балет «Калкаман и Мамыр» Василия Великанова.
7 ноября 1941 года состоялось официальное открытие нового здания театра.  В этом же году театр получил статус академического, а в 1945 году ему было присвоено имя Абая.

### 1940—1970-е годы
В военные и послевоенные годы значительную долю среди постановок театра составлял национальный репертуар. Знаковыми постановками того периода стали оперы «Абай» Ахмета Жубанова и Латыфа Хамиди (1944), «Биржан и Сара» Мукана Тулебаева (1946; 2-я ред. — 1957), «Дударай» Е. Брусиловского (1953), а также уйгурская опера «Назугум» Куддуса Кужамьярова.
Во время блокады в 1942 году Галина Уланова работала в труппе Казахского театра оперы и балета, где танцевала партии Марии и Жизели, а также выступала в концертных номерах.
В начале 1950-х годов в театре работал известный советский балетмейстер Михаил Моисеев, поставивший такие балеты, как «Красный мак» Рейнгольда Глиэра, «Камбар и Назым» В. Великанова. В середине 1950-х годов балетмейстер Даурен Абиров осуществил постановку балетов «Юность» Михаила Чулаки (1952), «Берег счастья» Антонио Спадавеккиа (1953), «Медный всадник» Р. Глиэра (1955), «Шурале» Фарида Яруллина (1956). В то же время в театр пришёл Заурбек Райбаев, ставший не только танцором, но и постановщиком ряда балетов: «Шопениана» Михаила Фокина на музыку Фридерика Шопена, «Болеро» Мориса Равеля, «Франческа да Римини» П. И. Чайковского, «Легенда о белой птице» Газизы Жубановой (совместно с Д. Абировым) и др.
Народный артист Казахской ССР Газиз Дугашев трижды был главным дирижёром театра (1950—1951, 1956—1958 и 1969—1971), а в промежутках работал в Москве (Большой театр), Киеве (Украинский оперный театр) и Минске (Белорусский оперный театр).
В 1959 году театр награжден орденом Ленина.
Главные национальные постановки ГАТОБ им. Абая периода 1960-х годов — оперы «Камар-сулу» (1963, 2-я ред. — 1982) Еркегали Рахмадиева и «Айсулу» Сыдыка Мухамеджанова (1964, 2-я ред. — 1973), балеты «Легенда о белой птице» и «Хиросима» Г. Жубановой (оба 1966). В 1969 году З. Райбаевым на сцене театра был поставлен первый уйгурский балет «Чин-Томур» на музыку К. Кужамьярова.
В 1970-е годы известный дирижёр и постановщик, заслуженный деятель искусств Казахской ССР Валерий Руттер поставил на сцене ГАТОБ им. Абая 15 опер и балетов. Другие известные постановки этого периода — оперы «Алпамыс» (1973) Е. Рахмадиева, «Енлик и Кебек» (1975) Г. Жубановой, балеты «Спартак» Арама Хачатуряна (балетмейстер З. Райбаев), «Русская сказка» М. Чулаки, «Аксак-кулан» A. Серкебаева (балетмейстер Минтай Тлеубаев), «Алия» Мансура Сагатова (балетмейстер Жанат Байдаралин).

### Современный период
В 1980-е — 1990-е годы в репертуаре театра появились авангардные балеты «Фрески» Тимура Мынбаева (балетмейстер З. Райбаев), «Брат мой, Маугли» А. Серкебаева, «Дама с камелиями» на основе музыки из оперы «Травиата» Джузеппе Верди, «Прощание с Петербургом» на музыку Иоганна Штрауса (балетмейстер М. Тлеубаев). Другие новые постановки балетов 1990-х годов — «Мадам Баттерфляй» на музыку Г. Жубановой (1996, балетмейстеры Асами Маки и Киозо Meтани, Япония), «Каракоз» (1991, балетмейстер Георгий Алексидзе). В стиле модерн-балета и неоклассицизма выдержаны постановки сестёр Габбасовых, «Космос души» Альфреда Шнитке и «Театр Масок» Франсиса Пуленка в постановке Г. Туткибаевой. С июня 1995 по 13 декабря 2000 года в театре была осуществлена генеральная реконструкция, сохранившая основной архитектурный стиль – ампир, сочетающийся с итальянским классицизмом и традиционными элементами национальной формы в архитектуре Казахстана.
В январе 2015 года театр полностью перешёл на автоматизированную систему продаж и учёта билетов, используя онлайн-продажу билетов через Тикетон.
19 декабря 2020 года Указом Президента Республики Казахстан театру присвоен статус Национального.

## Здание театра
Первый спектакль в новом здании состоялся 7 ноября 1941 года.

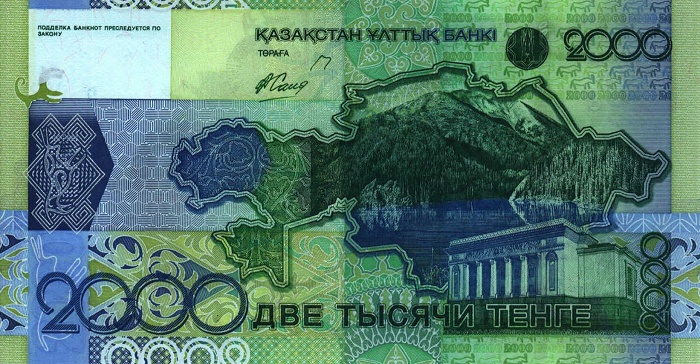
Здание театра на банкноте Казахстана номиналом 2000 тенге (была в обращении в 2006—2016 гг.

Строительство здания началось в 1936 году и было завершено в 1941 году (архитекторы Н. Круглов, Н. Простаков, Т. Басенов, В. Бычков, П. Поливанов, художники В. Крошин, Н. Цивчинский, консультант — академик архитектуры А. Щусев). 
Здание выдержано в стиле сталинского ампира в сочетании с итальянским классицизмом и национальными казахскими элементами. После неоднократных переработок проекта (1933—1941 гг.) в реализованном варианте насыщены орнаментированными формами фасады здания, объёмно-планировочно и композиционно-пластически напоминающего Александринский театр в Санкт-Петербурге (1816—1832 гг., архитектор К. Росси).

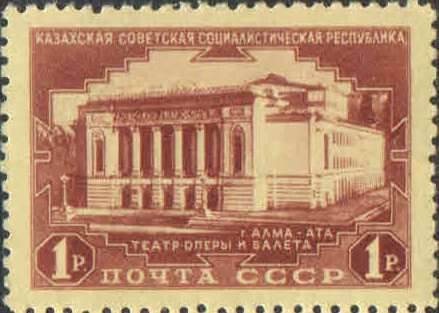
Театр на почтовой марке СССР 1950 года

Расположенный на невысоком, но относительно широком стилобате, параллелепипедообразный основной объём имеет выступающий четырёхколонный портик-лоджию на главном фасаде. Колонны имеют квадратное сечение. Им соответствуют аналогично решенные полуколонны в обрамлении проёма лоджии и на внутренней её стене. В зоне первого этажа под колоннами выполнены массивные лопатки, опирающиеся на развитый цоколь. Между лопатками находятся большие проёмы дверей главного входа.
Первый этаж с крупнорустованными поверхностями стен композиционно служит своего рода стереобатом всего здания. Зоны второго и третьего этажей акцентированы мелкой рустовкой. Портик имеет мощные пилоны, переходящие в глухие боковые стены. На пилонах в образующих стрельчатую арку барельефных орнаментальных обрамленьях расположены цитаты по вопросам искусства, взятые из работ В. И. Ленина. Венчание главного фасада выполнено в виде достаточно высокого антаблемента с решетчатым орнаментальным парапетом. Фриз занят чередующимся узорами многофигурным рельефом на тему творчества деятелей искусства Казахстана. В его уровне на пилонах помещены крупные орнаментные картуши.
Боковые фасады решены метрическими членениями, создаваемыми простеночными пилястрами и большими прямоугольными окнами. Узоры включены в широкие наличники прямоугольных проёмов дверей, стрельчатые архивольты окон и неглубоких ниш с текстами, решетки ограждений лоджии второго этажа, фризовые панно, архитравные и карнизные пояса, капители и базы пилястр и колонн, парапетную решетку, картуши светильников. Конфигурация, размеры элементов и высота рельефа орнаментов дифференцирована в зависимости от места в композиции и поверхности размещения.
С июня 1995 по 13 декабря 2000 года проводилась генеральная реконструкция здания. В ходе реконструкции был частично изменен рисунок орнаментов фигурного ограждения кровли, причём оно оставлено только на центральном ризалите. Стены во втором ярусе из низкорустованных превращены в гладкие. Орнаментированные детали и барельефный фриз на центральном ризалите позолочены, а вместо орнаментированного арочного обрамления и надписей по его краям теперь наличествуют высокие ниши с обрамляющими пилястрами и развитыми сандриками. В ходе генеральной реконструкции был сохранен ведущий архитектурный стиль — ампир, который сочетается с классицизмом Италии и классическими традиционными элементами государственной формы архитектуры Казахстана.
С использованием современных отделочных материалов, сохранены декор и главные художественно-стилевые решения здания. Зрительный зал в настоящее время насчитывает 793 места.

### Объекты на прилегающей территории
Вокруг здания в 1941 году был разбит сквер с использованием традиций классического садово-паркового искусства; цветников — орнаменты казахского народного изобразительного искусства. 
В 1971 в году в западном сквере театра был установлен бюст Джамбулу Джабаеву. Скульптор — народный художник Казахстана Х. Наурызбаев, архитектор М. Мендикулов. Памятник выполнен цельно с постаментом из серого гранита, высотою 2,3 метра. На лицевой стороне выгравирована орнаментированная надпись, выделяющая бюст над постаментом. В скульпторе запечатлен образ акына в момент творческого состояния. Длинные пальцы слегка выступающей левой руки, легкий наклон головы к левому плечу создают впечатление естественного движения.
В прилегающих к театру скверах также располагаются бюст Мухтара Ауэзова и фонтаны.

## Управление
До распада СССР управлялся Министерством культуры Казахской ССР. Затем управлялся Министерством культуры Республики Казахстан. Сегодня управляется Министерством культуры и информации  Республики Казахстан.

## Звёзды оперной труппы
- Курманбек Джандарбеков (годы выступлений 1933—1944)
- Куляш Байсеитова (1933—1957)
- Гарифулла Курмангалиев (1934—1966)
- Жамал Омарова (1934—1937)
- Ришат Абдуллин (1939—1985)
- Байгали Досымжанов (1941—1964)
- Шабал Бейсекова (1941—1966)
- Каукен Кенжетаев (1946—1966)
- Роза Багланова (1947—1949)
- Ермек Серкебаев (1947—2006)
- Роза Джаманова (1953—1977)
- Бибигуль Тулегенова (1954—1956), (1971—1982)
- Алибек Днишев (1978—1997)
- Нуржамал Усенбаева (1984—1997)
- Майра Мухамед-кызы (1996—2002)

## Звёзды балетной труппы
- Шара Жиенкулова (1934—1940)
- Александр Селезнёв (1937—1945)
- Инесса Манская (1945—1965)
- Булат Аюханов (1957—1959)
- Людмила Рудакова (1965—1980)
- Рамазан Бапов (1966—1988)
- Раушан Байсеитова (1966—1986)
- Лариса Сычёва (1974—1978)
- Майра Кадырова (1976—1997)
- Гульжан Туткибаева (1982—2002)
- Сауле Рахмедова (1987—1989, 2009—2019)
- Куралай Саркытбаева (1993—2006)
- Лейла Альпиева (1995—1996) и (2000—2009)
- Сержан Кауков (1998—1999)
- Досжан Табылды (2003—2005)
- Фархад Буриев (2005—2017)
- Гульвира Курбанова (2004—нынешнее время)

## Знаменитые художники
- Сергей Калмыков (1935-1962)
- Гульфайрус Исмаилова (1971-1974)

## Репертуар театра

### Опера
- Абай
- Аида
- Абылай Хан
- Айсулу
- Бал-маскарад
- Биржан и Сара
- Богема
- Весёлая вдова
- Дневник Анны Франк
- Дон Паскуале
- Евгений Онегин
- Енлик кебек
- Жұмбақ қыз
- Золушка
- Иоланта
- Искатели жемчуга[22]
- Мадам Баттерфляй

### Балет
- Анна Каренина
- Бахчисарайский фонтан
- Баядерка
- Болеро
- Дон Кихот
- Жизель
- Кармен-сюита
- Кармина Бурана
- Коппелия
- Корсар
- Лебединое озеро
- Легенда о любви
- Павана Мавра
- Пульчинелла
- Ромео и Джульетта[22]